# (4497) Taguchi
(4497) Taguchi es un asteroide perteneciente al cinturón de asteroides, descubierto el 4 de enero de 1989 por Kin Endate y el también astrónomo Kazuro Watanabe desde el Observatorio de Kitami, Hokkaidō, Japón.

## Designación y nombre
Designado provisionalmente como 1989 AE1. Fue nombrado Taguchi en homenaje  a "Takeo Taguchi" famoso pulidor de espejos de telescopios y propulsor del desarrollo de la astronomía amateur en Japón.

## Características orbitales
Taguchi está situado a una distancia media del Sol de 2,427 ua, pudiendo alejarse hasta 3,080 ua y acercarse hasta 1,773 ua. Su excentricidad es 0,269 y la inclinación orbital 9,755 grados. Emplea 1381 días en completar una órbita alrededor del Sol.

## Características físicas
La magnitud absoluta de Taguchi es 12,6. Tiene 7,83 km de diámetro y su albedo se estima en 0,724.